# SMR Dacia
SMR Dacia a fost o navă de pasageri construită la Saint-Nazaire, Franța, la comanda Serviciului Maritim Român. Prima călătorie a avut loc în 1907 pe ruta Constanța-Istanbul-Pireu-Alexandria.

## Caracteristici
- Deplasament: 4515 t
- Lungime: 108,26 m
- Lățime: 12,75 m
- Viteză de croazieră: 15 Nd
- Viteză maximă: 18 Nd
- Armament: 3 tunuri de 105 mm, 2 tunuri de 20 mm, 200 mine

## Istoric[1]
În 1916, după intrarea României în primul război mondial, SMR Dacia și celelalte nave de pasageri au fost transformate în crucișătoare auxiliare, fiind, cu echipajele lor, puse la dispoziția marinei imperiale rusești după cucerirea Dobrogei de către Bulgari și Germani, sub comanda generalului Von Mackensen. Nava a fost atunci echipată cu patru tunuri de 101 mm, două tunuri antiaeriene de 75 mm, precum și două hidroavioane. Nava și-a păstrat echipajul civil român, dar avea la bord și echipaj militar rus. Comanda era deținută de un ofițer al marinei imperiale. 
În 1917 a luat parte la asediul asupra portului otoman Ordu din Anatolia. 
După Revoluția bolșevică, SMR Dacia a rămas la Sevastopol, unde a fost capturată în 1918 de trupele germane. A fost apoi returnată autorităților române în martie 1918 în urma Păcii de la Buftea cu Puterile Centrale.
După primul război mondial a continuat cursele pe ruta Constanța-Istanbul-Pireu-Alexandria, până în 1927, când în urma unui incediu la bord a intrat în reparații. Din 1930 s-a reîntors pe linia comercială pe care a străbătut-o de două ori pe lună până la declanșarea celui de-al Doilea Război Mondial. În Septembrie 1939 a făcut parte dintre navele care au evacuat spre Alexandria trupe, dar și guvernul și tezaurul național al Poloniei, invadată de trupele germane și sovietice. În 1940 și 1941 a evacuat în aproximativ două ture pe lună spre Haifa civili evrei din România, înscriși de societatea « Aliyah » de la București, condusă de Eugen Maissner și Samuel Leibovici. 
În vara 1941, când România a intrat în război, SMR Dacia a fost rechiziționată și transformată în puitor de mine auxiliar. S-au montat la bord trei tunuri antiaeriene de 105 mm, două tunuri de 20 mm și o instalație de lansat mine cu o capacitate de 200 de mine. Nava a luat parte la lansarea majorității barajelor de mine ale Axei din Marea Neagră. 
NMS Dacia a intrat în serviciu ca navă de război în octombrie 1941, participând alături de puitoarele de mine NMS Amiral Murgescu și NMS Regele Carol I la lansarea a 7 baraje de mine între 8-21 octombrie 1941, realizând o linie de protecție antisubmarină continuă între Mangalia și Burgas. Aceste baraje au fost ulterior cauza scufundării submarinelor sovietice S-34 (noiembrie 1941 în Golful Burgas), Sc-204 (decembrie 1941 lângă Varna), L-24 (decembrie 1942 zona Capului Caliacra).
În perioada 26-28 martie 1942, împreună cu NMS Amiral Murgescu, a întărit barajele executate în 1941 între Midia și Tuzla. În ultima zi a operațiunii, navele românești au fost atacate de avioane sovietice în apropiere de Gura Portiței, producându-le avarii. După reparații pe 14 și 15 mai, a mai participat la instalarea unor baraje la nord de Sulina.
Între 24-27 iunie 1942, împreună cu NMS Amiral Murgescu a lansat două baraje la Odesa, care au condus la scufundarea submarinelor sovietice M-33 și M-60 în zona Odesa. Ultimele sale misiuni de minare au fost în noiembrie 1942 și apoi în ianuarie, aprilie și septembrie 1943 când a întărit barajele de la nord de Sulina și din zona Constanța. Puternica artilerie de la bordul sau a contribuit mult la apărarea antiaeriană a portului Constanța, care a fost ținta mai multor raiduri sovietice. 
Ultima misiune de luptă a navei de partea Axei a fost în zilele de 11 și 12 mai 1944, în timpul „operațiunii 60 000” de evacuare a soldaților români care mai rezistau lângă Sevastopol, la capul Cherson din Crimeea. NMS Dacia a făcut parte din convoiul Stejarul alături de puitorul de mine NMS Amiral Murgescu, distrugătorul NMS Regina Maria și 2 R-boot-uri germane. 
Nava a suferit mai multe avarii în portul Constanța în timpul bombardamentelor sovietice din august 1944, iar după ieșirea României din Axă și trecerea sa de partea Aliaților, a fost confiscată de Marina sovietică. 
NMS Dacia s-a scufundat pe 10 octombrie sub pavilionul sovietic, în apropierea coastei Caucazului (Georgia), după ce a lovit o mină germană.